# Agrotis turatii
Agrotis turatii là một loài bướm đêm trong họ Noctuidae.